# Горелов, Сергей Дмитриевич
Серге́й Дми́триевич Горе́лов (23 июня 1920 — 22 декабря 2009) — советский военный лётчик и военачальник, генерал-полковник авиации, Герой Советского Союза (1944).

## Биография
Родился 23 июня 1920 года в селе Монастырщина (ныне — Кимовского района Тульской области). В 1938 году окончил Московский химический техникум. Работал мастером-химиком на Московском химическом заводе.
В Красной Армии с декабря 1938 года. В 1940 году окончил Борисоглебскую военную авиационную школу лётчиков. Служил в строевых частях ВВС (Харьковский военный округ).
Участник Великой Отечественной войны с августа 1941 года в должности командира звена 165-го истребительного авиационного полка (Западный и Брянский фронты). С ноября 1942 года — заместитель командира, командир авиаэскадрильи 13-го (с августа 1943 — 111-го гвардейского) истребительного авиационного полка. Воевал с полком на Сталинградском, Южном, Северо-Кавказском, Воронежском, 1-м и 4-м Украинских фронтах.
Заместитель командира эскадрильи 111-го гвардейского истребительного авиаполка (10-я гвардейская истребительная авиадивизия, 10-й истребительный авиакорпус, 2-я Воздушная армия, 1-й Украинский фронт) к июлю 1944 года совершил 214 боевых вылетов, в 47 воздушных боях лично сбил 24 и в группе — 1 самолёт противника.
26 октября 1944 года за образцовое выполнение боевых заданий командования и проявленные мужество и героизм в боях с немецко-фашистскими захватчиками гвардии капитану Горелову Сергею Дмитриевичу присвоено звание Героя Советского Союза (№ 4495).
Всего за время войны совершил 312 боевых вылетов, в 60 воздушных боях сбил лично 27 и в составе группы 1 самолёт противника.
24 июня 1945 года в составе сводного полка 4-го Украинского фронта участвовал в историческом Параде Победы в Москве на Красной площади.
После войны продолжал службу в ВВС. В 1952 году окончил Военно-воздушную академию. Командовал полком, дивизией. Был 1-м заместителем командующего воздушной армией в Прикарпатском военном округе.

Могила Горелова на Москвы.

В 1967—1969 годах — старший военный советник по ВВС в Египте. В 1971 году окончил Высшие академические курсы при Военной академии Генштаба.
С мая 1969— по январь 1977 годах — командующий 14-й воздушной армией в Прикарпатском военном округе.
В 1977—1980 годах — заместитель Главнокомандующего ВВС по вузам — начальник вузов ВВС.
С 1981 года — консультант в Военно-воздушной академии имени Ю. А. Гагарина.
С сентября 1987 года — в отставке.
Работал в ракетно-космической фирме имени С. П. Королёва, в том числе главным специалистом по военно-воздушным силам.

## Награды и звания
- Герой Советского Союза (26 октября 1944)[3]:
  - Орден Ленина[4]
  - Медаль «Золотая Звезда»[5]
- Орден Ленина[6]
- Семь орденов Красного Знамени (27.08.1943, 28.09.1943, 11.09.1944, 22.05.1945, 1947, 1955, 1956)[7][8][9][10][11][12][13]
- Орден Александра Невского (26 июня 1945)[14]
- Два ордена Отечественной войны I степени (27.04.1943, 11.03.1985)[15][16]
- Орден Красной Звезды (1954)[17]
- Медаль «За боевые заслуги»
- Медаль «В ознаменование 100-летия со дня рождения Владимира Ильича Ленина»
- Медаль «За оборону Москвы» (1 мая 1944)[18]
- Медаль «За оборону Сталинграда» (22 декабря 1942)[19]
- Медаль «За оборону Киева» (21 июня 1961)[20]
- Медаль «За оборону Кавказа» (1 мая 1944)[18]
- Медаль «За освобождение Праги» (9 июня 1945)[21]
- Медаль «За победу над Германией в Великой Отечественной войне 1941—1945 гг.» (9 мая 1945)[22]
- Медаль «20 лет Победы в Великой Отечественной войне 1941—1945 гг.»
- Медаль «30 лет Победы в Великой Отечественной войне 1941—1945 гг.»
- Медаль «40 лет Победы в Великой Отечественной войне 1941—1945 гг.»
- Медаль «50 лет Победы в Великой Отечественной войне 1941—1945 гг.»
- Медаль «60 лет Победы в Великой Отечественной войне 1941—1945 гг.»
- Медаль «30 лет Советской Армии и Флота»
- Медаль «40 лет Вооружённых Сил СССР»
- Медаль «50 лет Вооружённых Сил СССР»
- Медаль «60 лет Вооружённых Сил СССР»
- Медаль «70 лет Вооружённых Сил СССР»
- Медаль «Ветеран Вооружённых Сил СССР»
- Медаль «За безупречную службу» I степени
- Медаль «В память 1500-летия Киева»
- Медаль «За укрепление боевого содружества»
- Заслуженный военный лётчик СССР (1968)
- Военный лётчик 1-го класса
- Медаль Жукова
- Медаль «В память 850-летия Москвы»

Иностранные награды:
- Кавалерский крест ордена Возрождения Польши (Польша)
- Военный крест (Чехословакия)